# Richard Lindon

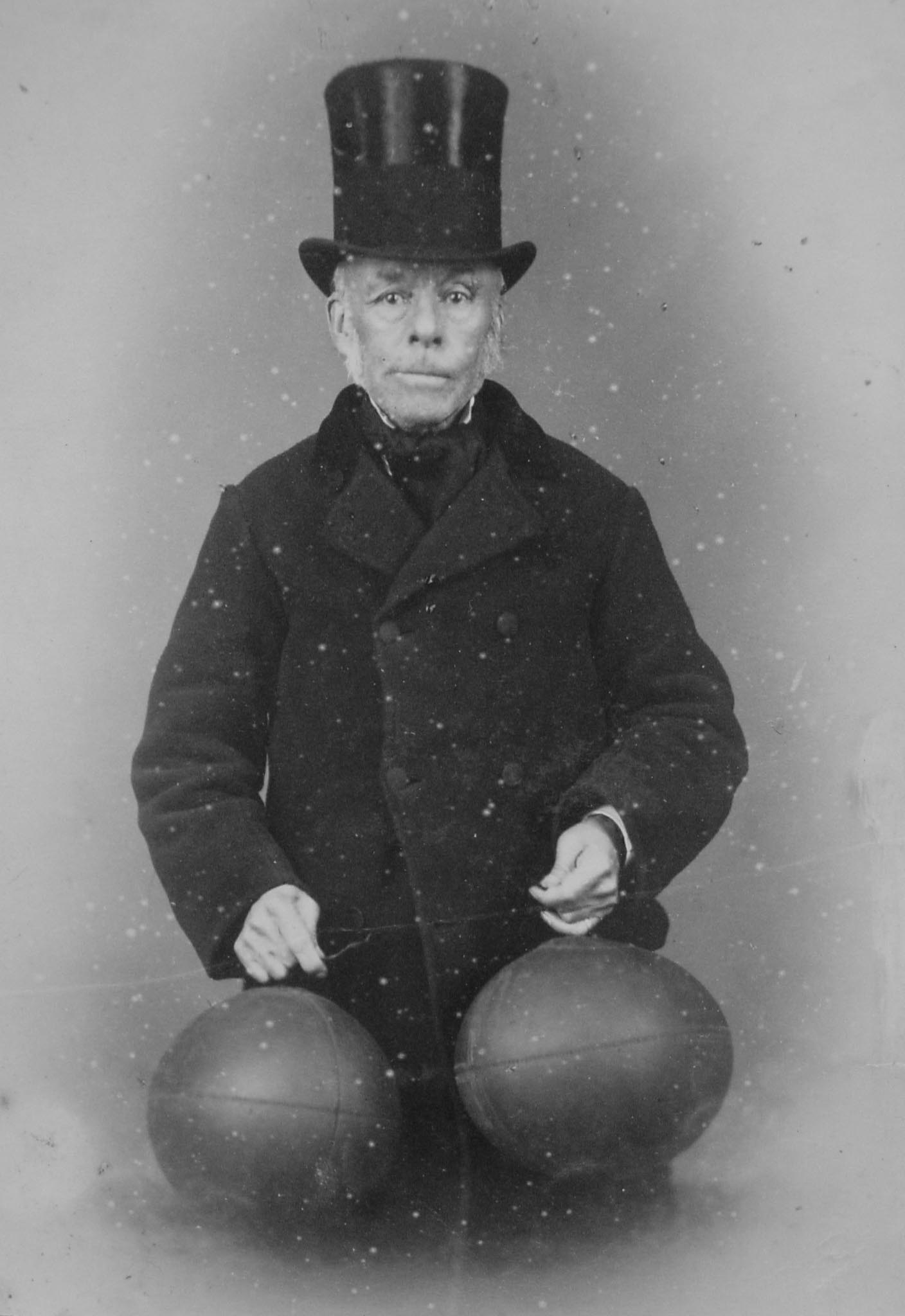
Richard Lindon en 1880

Richard Lindon (30 de junio de 1816 - 10 de junio de 1887) fue un peletero inglés que tuvo un papel decisivo en el desarrollo de la pelota de rugby moderna.

## Vida y carrera
Lindon nació en Clifton-upon-Dunsmore, a las afueras de Rugby, Inglaterra. Su casa en 6/6a Lawrence Sheriff Street estuvo ubicada enfrente de las puertas de entrada del Cuadrángulo de la Escuela de Rugby. Como zapatero, suministró calzado a la gente del pueblo, incluidos los maestros y alumnos de la escuela.
Las pelotas en esos días no eran esféricas, sino más bien en forma de ciruela. Esto se debía a que la vejiga de un cerdo se inflaba por la boca a través del tallo roto de una tubería de arcilla y luego se encerraba en paneles de cuero cosido. Como tal, la vejiga individual dictaba la forma de cada bola.
En 1849, Lindon se vio presionado por los estudiantes de la Escuela de Rugby, quienes le pidieron que les fabricara pelotas de fútbol. Junto con su esposa, trabajo de lleno en la producción de pelotas y terminaron produciendo más pelotas que zapatos.
Al mismo tiempo, los muchachos de la Escuela de Rugby todavía querían una pelota ovalada para distinguir su juego de manos y pies del fútbol de asociación, por lo que Lindon creó un diseño de vejiga que permitía fabricar una pelota sin botones con forma de huevo. Esta fue la primera pelota de rugby de cuatro paneles diseñada específicamente y el comienzo de la estandarización del tamaño.
Para 1861, Richard Lindon era reconocido como el principal fabricante de pelotas para las universidades de Oxford, Cambridge y Dublín. El "Big-Side Match Ball" de Lindon fue reconocido como el verdadero balón de rugby y fabricado con éxito por él mismo. Posteriormente su hijo, Hughes John Lindon, lo fabricó durante 50 años.
Lindon jamás patentó el diseño de su bola de rugby.

## Muerte
Richard Lindon falleció en su casa el 10 de junio de 1887.

## Richard Lindon & Co.
Richard Lindon & Co. (Rugby, Inglaterra) posee el diseño original registrado. Una pelota de rugby cosida a mano con los mismos estándares y textura que la original de 1850 se exhibe en el museo de la Escuela de Rugby .
Alrededor de 1854 en la Escuela de Rugby, la pelota fue pateada en el aire, cayó por una chimenea en desuso y se perdió detrás de paneles de madera durante más de un siglo y medio. Un ButtonBall híbrido de 7 paneles, hecho antes de la división entre la Rugby Football Union y la Football Association, es la pelota de "plantilla" más antigua conocida del mundo, inflada con una vejiga de goma de la India que revolucionó la fabricación de la pelota y permitió la difusión del juego en todo el mundo. En la actualidad, es el único original conocido. Esta bola de puntillas contiene los restos de una de las vejigas inflables India Rubber de Richard Lindon y se asemeja a la forma de la primera pelota de rugby de ciruela. El diseño de "panel y botón" llevó a la creación de los primeros balones de fútbol.